# Concurso Internacional de Piano José Iturbi

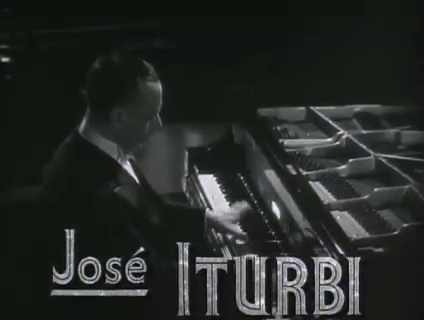
José Iturbi en Dos muchachas y un marinero, de Richard Thorpe (1944)

El Concurso Internacional de Piano de València Iturbi (también conocido como "Premio Iturbi") es una competición internacional de piano de carácter bienal, celebrada en la ciudad de Valencia (España), en la que participan jóvenes de todo el mundo. Su lugar de celebración habitual es el Palacio de la Música de Valencia. 
El propósito del Concurso es perpetuar la memoria y el legado del pianista valenciano José Iturbi (1895-1980), al tiempo que se erige como plataforma de apoyo a los nuevos valores que se abren paso en el competitivo mundo del piano, del mismo modo que hizo el maestro Iturbi en sus inicios.
El Premio Iturbi nació en junio de 1981, cuando se cumplía un año de la muerte del maestro Iturbi, de la mano del compositor Joaquín Rodrigo.
El Concurso Internacional de Piano de València Iturbi forma parte de la Federación Mundial de Concursos Internacionales de Música, con sede en Ginebra (Suiza). Así mismo, es miembro de la Fundación Alink-Argerich, punto de encuentro de la mayor parte de los concursos internacionales de piano.
El Concurso consta de varias rondas preliminares y las dos pruebas finales junto a la Orquesta Municipal de Valencia. En 1982 y 1992 el primer premio no se concedió. En los años 2021 (XXI edición) y 2023 (XXII edición), la competición se trasladó al Teatro Principal de Valencia, como consecuencia de las obras de reforma en el Palacio de la Música, su sede habitual.

## Ganadores
- 1981- Elza Kolodin
- 1982- Desierto
- 1983- Patrick O'Byrne
- 1984- Christian Beldi
- 1986- Rowena Arrieta
- 1988- Igor Kamenz
- 1990- Aleksey Orlovetsky
- 1992- Desierto
- 1994- Miri Yampolsky
- 1996- Uta Weyand
- 1998- Duncan Gifford
- 2000- Roman Zaslavsky
- 2002- Maria Zisi[1]
- 2004- Alexandre Moutouzkine
- 2006- Josu de Solaun Soto[2]
- 2008- Zhengyu Chen
- 2010- Andrei Yaroshinsky[3]
- 2013- Tomoaki Yoshida
- 2015- Luka Okros[4]